# Бетанкур ла Лонг
Бетанкур ла Лонг (фр. Bettancourt-la-Longue) насеље је и општина у североисточној Француској у региону Шампањ-Арден, у департману Марна која припада префектури Витри ле Франсоа.
По подацима из 2011. године у општини је живело 87 становника, а густина насељености је износила 14,29 становника/km². Општина се простире на површини од 6,09 km². Налази се на средњој надморској висини од 192 метара.

## Демографија
| 1962. | 1968. | 1975. | 1982. | 1990. | 1999. | 2011. |
| ----- | ----- | ----- | ----- | ----- | ----- | ----- |
| 86    | 94    | 79    | 81    | 78    | 72    | 87    |

График промене броја становника у току последњих година